# CEIP Ventalló
El CEIP Ventalló és un Centre d'Educació Infantil i Primària de Ventalló (Alt Empordà). L'edifici és una obra protegida com a bé cultural d'interès local. Situades al nord del nucli urbà de la població de Ventalló, al carrer de les Escoles, una de les vies principals per accedir a l'interior del nucli. Actualment les escoles de Ventalló (CEIP Ventalló) formen part de la Zona Escolar Rural Tramuntana.

## Edifici
Edifici aïllat de planta rectangular, format per tres cossos adossats, amb un gran pati posterior. La construcció central presenta la coberta de dues vessants a diferent nivell, ja que la crugia davantera està distribuïda en dos pisos mentre que la posterior presenta una sola planta. La façana principal té les obertures rectangulars, exceptuant el portal d'accés d'arc de mig punt. Al pis, destaca un balcó corregut amb la llosana motllurada i la reixa de ferro treballada.
La façana està rematada per un frontó ondulat bastit damunt d'una àmplia cornisa motllurada, sota la que hi ha l'any de construcció de l'edifici. Adossat a la façana posterior destaca un porxo de grans arcades de mig punt, amb terrassa al nivell del pis. En aquesta part, el coronament de la façana principal es repeteix.
L'edifici principal està flanquejat per dos cossos rectangulars a banda i banda, distribuïts en una sola planta i amb les cobertes planes. Cada cos presenta tres grans finestrals de mig punt, amb les impostes motllurades, a la façana principal. La resta de façanes presenten obertures rectangulars, amb l'emmarcament decorat. La construcció està arrebossada i pintada de color groguenc, amb els elements decoratius de color grana.

## Història
Segons el fons arxivístic del COAC, l'obra és de l'arquitecte Joan Roca Pinet. Encara que a la façana presenta l'any de construcció 1930, segons el buidat del llibre de Registre de Visat, l'arquitecte presenta el 28 d'agost de 1934 el "Projecte grup escolar i mesurament de terrenys" a Ventalló.